# Odontopyge subelegans
Odontopyge subelegans är en mångfotingart som beskrevs av Filippo Silvestri 1897. Odontopyge subelegans ingår i släktet Odontopyge och familjen Odontopygidae. Inga underarter finns listade i Catalogue of Life.